# 角田幸司
角田 幸司（かくた こうじ、1951年10月11日 - ）は、日本の元スキージャンプ選手。

## プロフィール
札幌商業高校（現在の北海学園札幌高等学校）→1970年雪印乳業入社
1976年インスブルックオリンピックに出場し70m級24位の成績を残した。1981年に現役引退した後はコーチとして後進を指導した。

## 日本国内での主な競技成績
- 1969.12.14：第7回羊蹄シャンツェ全道ジャンプ大会少年組　優勝
- 1970.02.04：第19回全国高校スキー大会　優勝
- 1970.03.02：第11回NHK杯ジャンプ大会少年組　優勝
- 1971.03.14：第42回宮様スキー大会90m級成年組　優勝
- 1973.12.16：第11回羊蹄シャンツェ全道ジャンプ大会成年組　優勝
- 1974.03.24：第14回秋野杯ジャンプ大会成年組　優勝
- 1975.01.19：第30回北海道スキー選手権大会　優勝
- 1975.02.06：第53回全日本スキー選手権大会70m級　優勝
- 1976.03.14：第11回雪印杯全日本ジャンプ旭川大会成年組　優勝
- 1977.01.09：第18回雪印杯全日本ジャンプ大会成年組　優勝
- 1977.01.30：第32回北海道スキー選手権大会　優勝
- 1979.01.28：第34回北海道スキー選手権大会　優勝